# Jari Litmanen
 Jari Olavi Litmanen (?·pàg.) (Lahti, 20 de febrer de 1971) és un exfutbolista finlandès dels anys 1990 i 2000, en la posició de migcampista ofensiu. És considerat com el millor futbolista finlandès de tots els temps. Fou escollit Golden Player al millor jugador dels darrers 50 anys per la Federació Finlandesa de Futbol el novembre de 2003.
Destacà als anys noranta defensant els colors de l'Ajax. Posteriorment jugà al FC Barcelona, Liverpool FC i Hansa Rostock, però les contínues lesions minvaren el seu rendiment els darrers anys. Quedà en tercera posició en la votació per la Bota d'or de l'any 1995. Debutà amb la selecció de futbol de Finlàndia el 22 d'octubre de 1989. Fins a l'agost del 2007 ha disputat 108 partits i marcat 28 gols.

## Trajectòria esportiva
- Reipas Lahti: 1977-1987 (categories inferiors)
- Reipas Lahti: 1987-1990, 86 partits (28 gols)
- HJK: 1991, 27 (16)
- MyPa: 1992, 18 (7)
- Ajax: 1992-1999, 159 (91)
- FC Barcelona: 1999-2001, 21 (3)
- Liverpool FC: 2001-2002, 26 (5)
- Ajax: 2002-2004, 20 (5)
- FC Lahti: 2004, 11 (3)
- Hansa Rostock: 2005, 13 (1)
- Malmö FF: 2005-2007, 10 (3)

## Palmarès
- Copa finlandesa de futbol: 1992
- Lliga neerlandesa de futbol: 1994, 1995, 1996, 1998
- Copa neerlandesa de futbol: 1993, 1998, 1999
- Supercopa neerlandesa de futbol: 1993, 1994, 1995
- Community Shield: 2001
- Copa d'Europa de futbol: 1994-95
- Copa de la UEFA: 2000-01
- Supercopa d'Europa de futbol: 1995, 2001
- Copa Intercontinental de futbol: 1995

### Premis personals
- Futbolista finlandès de l'any: 1990, 1992, 1993, 1994, 1995, 1996, 1997, 1998, 2000
- Esportista finlandès de l'any: 1995
- Futbolista de la lliga neerlandesa de l'any: 1993
- Bota d'or, 8è lloc: 1994
- Bota d'or, 3r lloc: 1995
- Màxim golejador de la lliga neerlandesa: 1993-94